# Taitung

Le comté de Taitung à Taïwan.

Taitung (chinois : 台東) est une ville de Taïwan. C'est la capitale du comté du même nom, située sur la côte est de l'île.
En décembre 2014, la ville comptait 106 929 habitants. On y trouve le site archéologique de Beinan avec le musée national de préhistoire. Un aéroport dessert la ville.
Depuis 2001, Taitung organise le Festival international des cultures austronésiennes.

## Personnalités
- Yang Chuan-Kwang (1933-2007), athlète spécialiste des courses et du décathlon, est né à Taitung.